# Jim Clark
James Clark, Jr. (Kilmany, Fife, Escocia, Reino Unido, 4 de marzo de 1936-Hockenheimring, Baden-Wurtemberg, Alemania, 7 de abril de 1968), más conocido como Jim Clark, fue un piloto británico de automovilismo. Ganó dos Campeonatos Mundiales de Fórmula 1 en 1963 y 1965, resultó subcampeón en 1962 y tercero en 1964 y 1967. Logró 25 victorias, 32 podios, 33 pole positions y 28 vueltas rápidas en 73 Grandes Premios disputados, todos ellos para Lotus. Es considerado uno de los mejores y más virtuosos pilotos de Fórmula 1 de todos los tiempos.
Por otra parte, ganó las 500 Millas de Indianápolis de 1965 para Lotus, la primera en la historia para un automóvil con motor trasero, y fue campeón de Formula 1 en 1963 y 1965.
Obtuvo el tercer puesto con Roy Salvadori en las 24 horas de Le Mans de 1960 con Aston Martin. El año anterior, esta vez para Lotus y como compañero de John Whitmore, obtuvieron el décimo puesto. En su categoría finalizaron en segundo lugar.

## Carrera

### Inicios
Nació como James Clark Jr. en el seno de una familia granjera de Kilmany, en el condado de Fife, Escocia, Reino Unido. Único varón, y el menor en una familia de cinco hermanos, estaba predestinado a hacerse cargo de la granja familiar, circunstancia que provocó que sus inicios en el automovilismo no fueran del todo aprobados por la misma.
A pesar de esto, desde muy joven, compitió en rallies y en otras carreras locales con su guía y amigo Ian Scott-Watson. Más tarde se unió a un equipo que era dirigido por Jock McBain conocido como el Border Reivers.

### Clark-Lotus

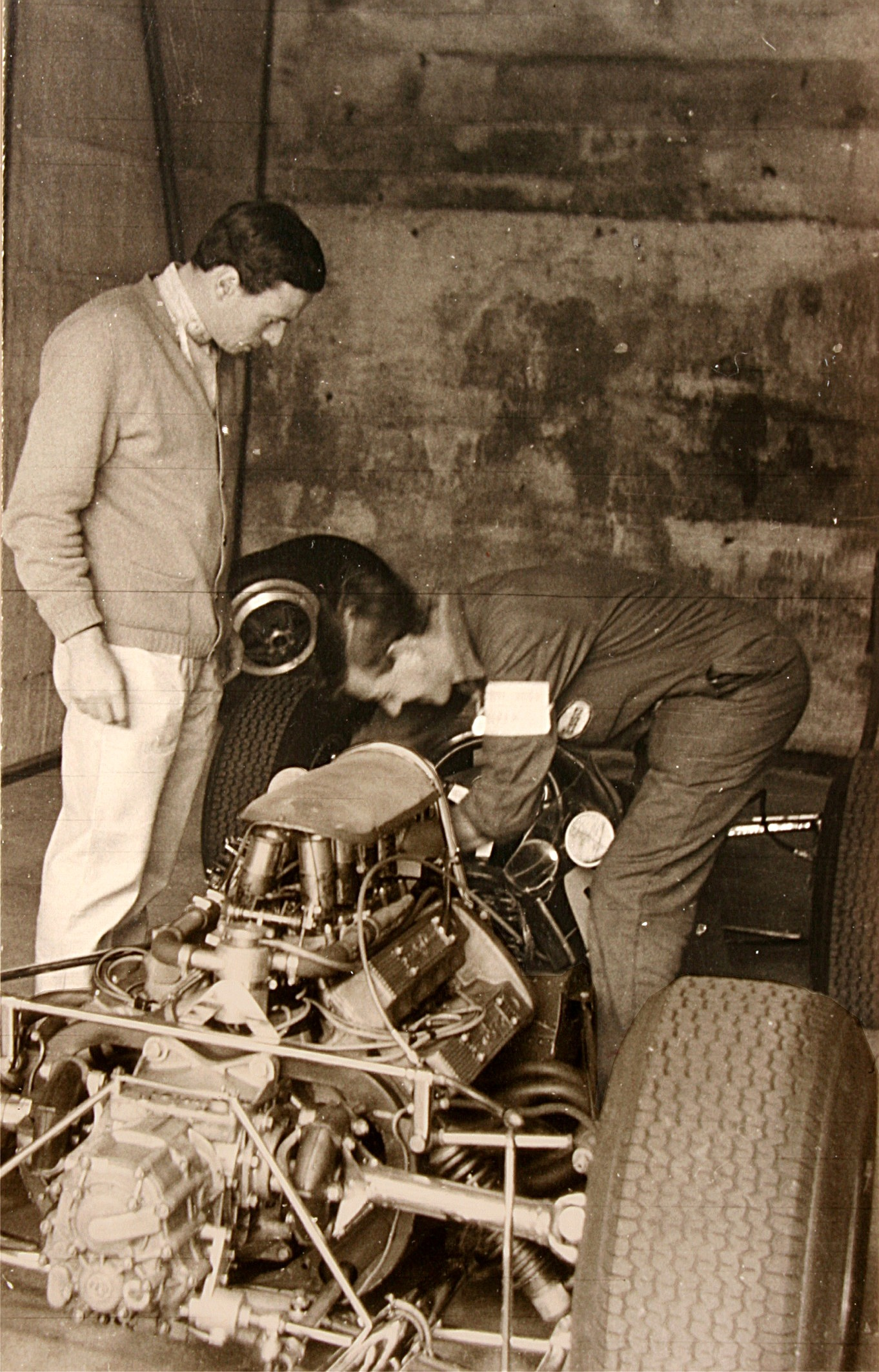
Jim Clark en Nürburgring, 1965

Su primera carrera para Lotus fue en 1960 en el Gran Premio de los Países Bajos, donde participó en el lugar de John Surtees quien seguía compitiendo en motocicletas en ese tiempo. Su carrera iba sin problemas hasta que alcanzó el quinto lugar y tuvo que retirarse por problemas con la caja de cambios. La siguiente carrera fue en el Spa, Bélgica. Este circuito de Spa-Francorchamps era uno de los más peligrosos de esa época, una enorme pista de más de 14 km que en 1960 le quitó la vida a dos pilotos, incluyendo el compañero de equipo de Clark, Alan Stacey. Aún con esto, Clark logró terminar en quinto lugar en su segundo gran premio. En el Gran Premio de Portugal obtuvo su primer podio tras finalizar tercero.
En el Gran Premio de Italia de 1961 Clark estuvo involucrado en un accidente polémico y controvertido: su Lotus colisionó con el Ferrari del alemán Wolfgang von Trips. El Ferrari fue lanzado hacia los espectadores matando a catorce de ellos así como al piloto alemán.
La carrera profesional de Clark en Fórmula 1 fue en su totalidad con el equipo Lotus, para quien condujo desde sus inicios en 1960 hasta 1968. Sus mayores éxitos ocurrieron en 1963 con el Lotus 25, con el cual Clark ganó siete de diez Grandes Premios, logrando coronarse como Campeón Mundial de Pilotos y llevando a Lotus a ganar su primer Campeonato Mundial de Constructores. En 1965 Clark y Lotus volvieron a ser campeones.
En ese mismo año Clark ganó en la famosa carrera de las 500 millas de Indianápolis. Para ello debió ausentarse del prestigioso Gran Premio de Fórmula 1 de Mónaco. Sin embargo hizo historia al triunfar por primera vez en esa carrera con un automóvil con el motor colocado detrás del piloto.
Al siguiente año, 1966, Lotus, bajo las nuevas reglas de motores de 3.0 litros, no produjo buenos resultados. Comenzaron la temporada de Fórmula 1 con un motor Coventry Climax de 2.0 litros montado en el chasis del Lotus 33. Al avanzar la temporada cambiaron a un Lotus 43 con un muy complejo motor BRM H16; el H16 consistía básicamente de dos motores V8 de 1.5 litros unidos para formar una sola unidad.
En 1967 Clark y Lotus corrieron con tres combinaciones completamente distintas de chasis y motor. El Lotus-BRM fue usado en la primera carrera del campeonato en Sudáfrica con resultados negativos. En Mónaco uso por última vez el Lotus 33, retirándose a mitad de carrera con una avería en la suspensión. A continuación comenzó la nueva asociación de Lotus con la Ford Motor Company y Cosworth. El motor Cosworth DFV usado por primera vez por Lotus no solo ganó la primera carrera en la que fue usado, el Gran Premio de los Países Bajos, sino que además se convertiría en el motor de mayores éxitos en la historia de Fórmula 1.
A lo largo de su carrera Clark ganó 25 Grandes Premios y obtuvo la pole en 33 ocasiones. Clark se diferenciaba de los pilotos actuales de Fórmula 1 en su habilidad para conducir y ganar en cualquier tipo de vehículo. Su capacidad de pelear victorias conduciendo el sedan de producción Lotus Cortina era impresionante; corrió en la temporada NASCAR en Estados Unidos para el equipo Holman & Moody; batalló con los caprichosos Lotus deportivos modelos 30 y 40 y hasta con el Lotus 38 con el que había ganado la Indianápolis 500 de 1965 en la carrera de montaña de Ste Ursanne-Les Rangiers, al suroeste de Basilea en Suiza, donde acabó en segunda posición.
Clark fue el mejor en una época en donde la habilidad nata y genialidad para conducir del piloto bajo cualquier circunstancia, era mucho más importante que la tecnología y las asistencias externas. Sus números de poles son impresionante para la época en la que corría, era un especialista en la vuelta clasificatoria, tanto que grandes pilotos que llegaron después como Nigel Mansell, Alain Prost o Kimi Räikkönen, no pudieron superar la cantidad de poles obtenidas por el escocés. Se le consideraba un terrible piloto de pruebas, pues era capaz de acomodarse al auto y hacerlo parecer mejor de lo que en realidad era; al contrario de otros pilotos que probarían el auto por varias vueltas, haciéndole ajustes hasta conseguir el mejor tiempo posible, Clark lograba el mejor tiempo así en la manera como encontraba al auto, y le decía a los mecánicos "déjenlo, así está bien". Debido a esto se le hacía difícil entender cómo otros pilotos no podían ser igual de rápidos que él.
En el año de 1990 fue admitido en el International Motorsports Hall of Fame.

### Muerte

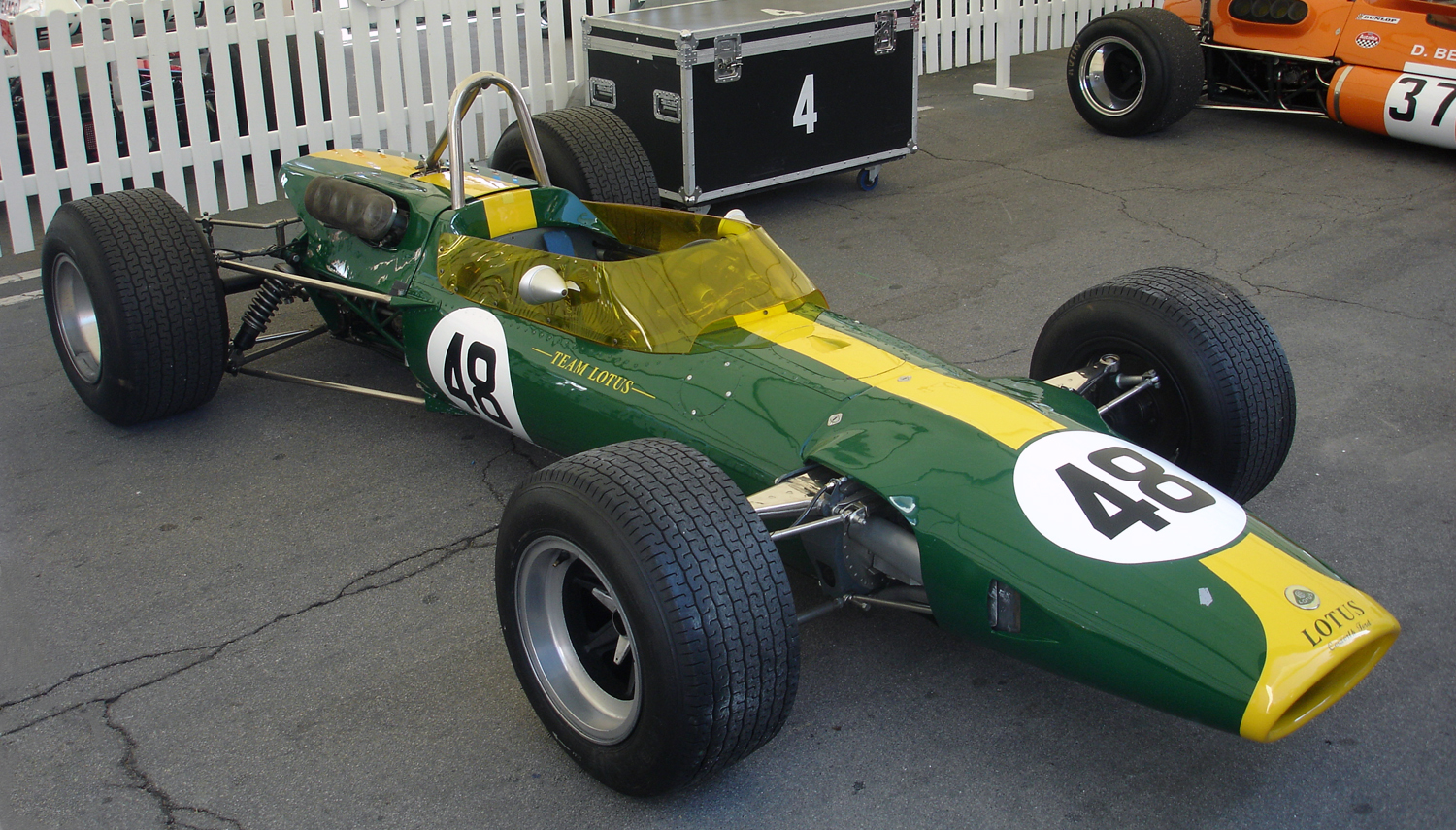
El Lotus 48 fue el modelo de F2 con el que tuvo el accidente fatal.

El 7 de abril de 1968, Clark murió en un accidente de carrera en el Hockenheimring en Alemania Occidental.
Durante la brecha de 4 meses entre la primera (que ganó Clark) y la segunda carrera de la temporada de Fórmula 1 de 1968, los pilotos competirían en otras carreras de otras categorías. Clark originalmente estaba programado para conducir en la carrera de autos deportivos de 1000 km en Brands Hatch, pero en su lugar eligió conducir en el Deutschland Trophäe, una carrera de Fórmula 2, para Lotus en el circuito alemán principalmente debido a obligaciones contractuales con Firestone. Aunque la carrera a veces se ha caracterizado como una carrera de nivel inferior, la lista de inscritos fue impresionante con los mejores Matras para los pilotos franceses Jean-Pierre Beltoise y Henri Pescarolo, Tecnos para Carlo Facetti y Clay Regazzoni, Brabhams para Derek Bell y Piers Courage, un Ferrari para Chris Amon, McLarens para Graeme Lawrence y Robin Widdows, los pilotos del equipo Lotus, Graham Hill y Clark y un joven Max Mosley también estaba en la carrera. El evento se llevó a cabo en dos eliminatorias.
En la quinta vuelta de la primera manga, el Lotus 48 de Clark se salió de la pista y se estrelló contra los árboles. Sufrió una fractura de cuello y cráneo y murió antes de llegar al hospital. La causa del accidente nunca se identificó definitivamente, pero los investigadores concluyeron que lo más probable es que se debiera a un neumático trasero desinflado. La muerte de Clark afectó terriblemente a la comunidad de carreras, con compañeros pilotos de Fórmula 1 y amigos cercanos Graham Hill, Jackie Stewart, Dan Gurney, John Surtees, Chris Amon y Jack Brabham. Todos afectados personalmente por la tragedia. Acudió gente de todo el mundo al funeral de Clark. Colin Chapman quedó devastado y declaró públicamente que había perdido a su mejor amigo. En circunstancias parecidas a la muerte de Ayrton Senna en 1994, su muerte causó gran impacto en el mundo del automovilismo. Clark era uno de los pilotos más destacados de la época y dominaba los campeonatos con el mejor equipo de entonces. Lotus y Clark habían sido inseparables desde el principio. El campeonato de 1968 fue ganado por el compañero de equipo de Clark, Graham Hill (padre del luego también campeón Damon Hill), quien reunió al desconsolado equipo y mantuvo a raya a Jackie Stewart por la corona, que luego dedicó a Clark.
Hubo especulaciones iniciales sobre si el accidente fue causado por un error del conductor o por un neumático trasero desinflado, y los investigadores de accidentes de avión investigaron a fondo el Lotus durante tres semanas. Muchos pilotos, incluidos Surtees y Brabham, estaban convencidos de que el accidente se debió a que un neumático trasero se desinfló e insistieron en que no fue un error del conductor, simplemente porque creían que Clark no era capaz de cometer tal error. Según Andrew Marriott de la revista clásica Motor Sport que cubría la carrera como un joven reportero: "Las muertes en el deporte eran algo habitual en esos días, pero seguramente no en alguien con el talento y la habilidad sublime de Clark. La gente creía que la rueda trasera se había desinflado. Hay otra teoría con la medición mecánica. La unidad en el motor Cosworth FVA se bloqueó y causó que Clark se estrellara".
Hoy en día hay un gran monumento a Clark en Hockenheim, pero debido a que la pista se ha reducido en longitud y el antiguo recorrido ha sido reforestado, la ubicación real del accidente es una zona boscosa.
Cuando Clark falleció, se le atribuye al corredor Chris Amon el haber dicho "si esto le puede pasar a Clark, qué esperanza podemos tener los demás".
Clark está enterrado en el cementerio del pueblo de Chirnside en Berwickshire.

## Resultados

### Fórmula 1
(Clave) (negrita indica pole position) (cursiva indica vuelta rápida)

| Año          | Escudería  | 1       | 2       | 3      | 4       | 5       | 6       | 7       | 8       | 9       | 10      | 11    | 12  | Pos. | Puntos |
| ------------ | ---------- | ------- | ------- | ------ | ------- | ------- | ------- | ------- | ------- | ------- | ------- | ----- | --- | ---- | ------ |
| 1960         | Team Lotus | ARG     | MON     | 500    | NED Ret | BEL 5   | FRA 5   | GBR 16  | POR 3   | ITA     | USA 16  |       |     | 10.º | 8      |
| 1961         | Team Lotus | MON 10  | NED 3   | BEL 12 | FRA 3   | GBR Ret | GER 4   | ITA Ret | USA 7   |         |         |       |     | 7.º  | 11     |
| 1962         | Team Lotus | NED 9   | MON Ret | BEL 1  | FRA Ret | GBR 1   | GER 4   | ITA Ret | USA 1   | RSA Ret |         |       |     | 2.º  | 30     |
| 1963         | Team Lotus | MON 8   | BEL 1   | NED 1  | FRA 1   | GBR 1   | GER 2   | ITA 1   | USA 3   | MEX 1   | RSA 1   |       |     | 1.º  | 73     |
| 1964         | Team Lotus | MON 4   | NED 1   | BEL 1  | FRA Ret | GBR 1   | GER Ret | AUT Ret | ITA 15  | USA 7   | MEX 5   |       |     | 3.º  | 32     |
| 1965         | Team Lotus | RSA 1   | MON     | BEL 1  | FRA 1   | GBR 1   | NED 1   | GER 1   | ITA 10  | USA Ret | MEX Ret |       |     | 1.º  | 54     |
| 1966         | Team Lotus | MON Ret | BEL Ret | FRA    | GBR 4   | NED 3   | GER Ret | ITA Ret | USA 1   | MEX Ret |         |       |     | 6.º  | 16     |
| 1967         | Team Lotus | RSA Ret | MON Ret | NED 1  | BEL 6   | FRA Ret | GBR 1   | GER Ret | CAN Ret | ITA 3   | USA 1   | MEX 1 |     | 3.º  | 41     |
| 1968         | Team Lotus | RSA 1   | ESP     | MON    | BEL     | NED     | FRA     | GBR     | GER     | ITA     | CAN     | USA   | MEX | 11.º | 9      |
| Referencias: |            |         |         |        |         |         |         |         |         |         |         |       |     |      |        |

| Predecesor: Graham Hill  | Campeón de Fórmula 1 1963 | Sucesor: John Surtees |
| Predecesor: John Surtees | Campeón de Fórmula 1 1965 | Sucesor: Jack Brabham |